# Waipapa Bay
Waipapa Bay ist eine kleine Siedlung im Kaikoura District der Region Canterbury auf der Südinsel von Neuseeland.

## Geographie
Die Siedlung befindet sich rund 33 km nordöstlich von Kaikoura und rund 72 km südlich von Blenheim am südlich Ufer und Mündungsgebiet des Waiau Toa / Clarence River in den Pazifischen Ozean. Der New Zealand State Highway 1 führt durch die Siedlung, ebenso wie die Eisenbahnlinie des South Island Main Trunk Railway.